# Сузана Лазић
Сузана Лазић (Бања Лука, 1971) је филмски редитељ и телевизијски реализатор. 
Има преко тридесет година редитељског искуства у раду на најзахтјевнијим телевизијским пројектима у Републици Српској. Запослена на Радио-телевизији Републике Српске.

## Филмографија и остали радови
- Ево гола - документарни филм (2024) [1]
- Дејан Цукић - Ти си мој брат - музички видео-спот (2022) [2]
- Тамара Тодевска - Савршен крој - музички видео-спот (2022) [3]
- Пренос Дучићевих вечери поезије
- Директан пренос Свјетског првенства у рафтингу у Бањој Луци (2009)

## Награде
- Специјално признање Фудбалског савеза Републике Српске за допринос очувања историје фудбала путем филмске умјетности [4];
- Награда Савјета фестивала Први кадар Источно Сарајево 2024. године;